# Kościół św. Jakuba Apostoła w Prężynie
Kościół św. Jakuba Apostoła w Prężynie – rzymskokatolicki kościół parafialny w Prężynie, należący do parafii św. Jakuba Apostoła w Prężynie, w dekanacie Biała, diecezji opolskiej.

## Historia

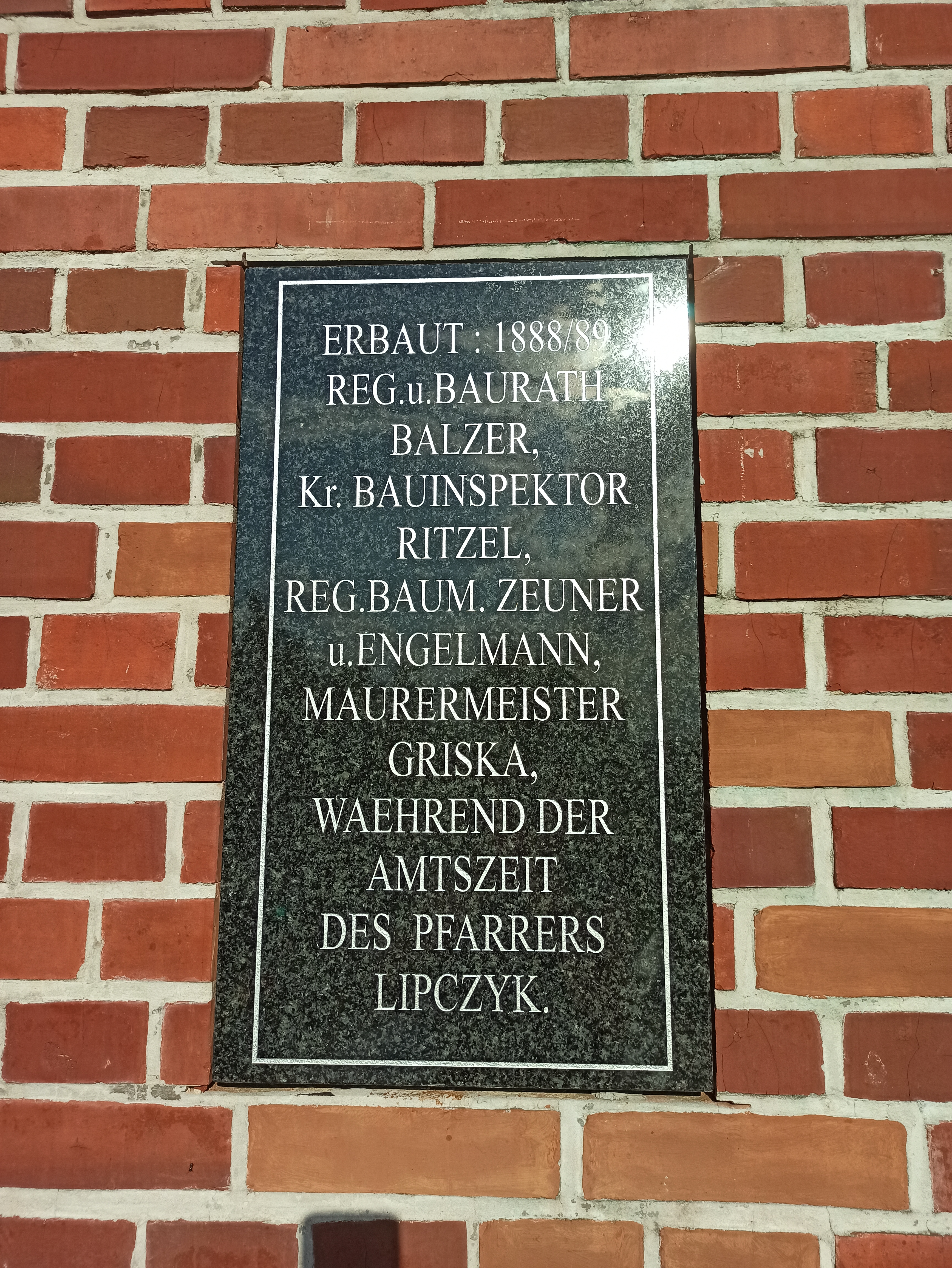
Tablica na ścianie kościoła

Pierwszy kościół w Prężynie, pod wezwaniem świętych Piotra i Pawła, został ufundowany 13 czerwca 1233 przez biskupa wrocławskiego Tomasza I. Z czasem zmieniono patrona świątyni na św. Jakuba. W 1796 kościół został poszerzony o kolejną część. Ze względu na zły stan techniczny budynku i fundamentów, postanowiono częściowo rozebrać kościół, łącznie z wieżą.
W latach 1888–1889 wzniesiony został obecny kościół. Zachowano prezbiterium z poprzedniej świątyni. Całe wyposażenie kościoła zostało wykonane przez architekta Elsnera z Monachium, natomiast witraż nad ołtarzem głównym wykonał za 500 marek profesor Ulke z Monachijskiej Szkoły Sztuki Stosowanej.

## Architektura

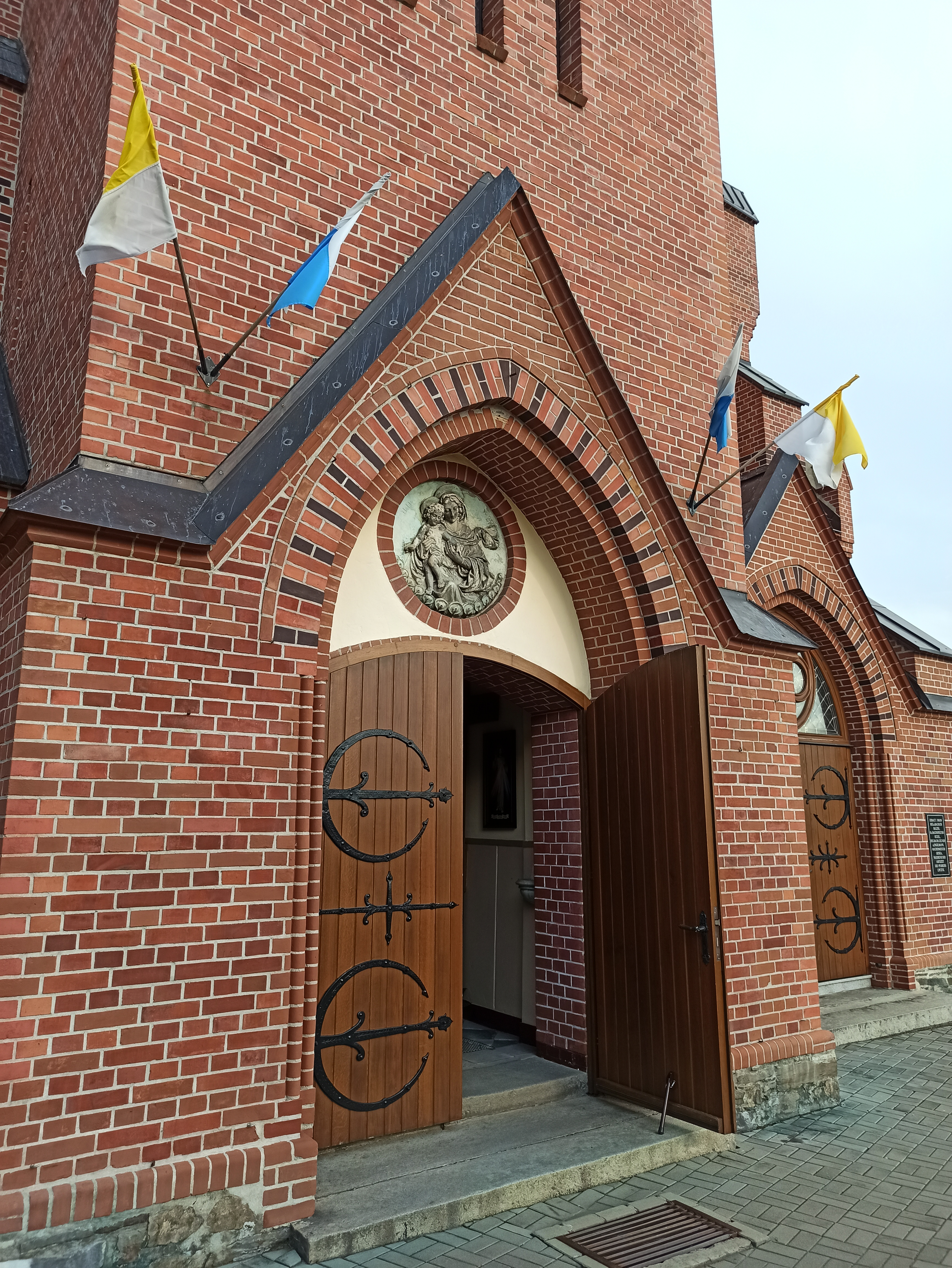
Wejście do kościoła

Kościół położony jest na wzniesieniu pośrodku miejscowości. Naokoło niego znajduje się cmentarz, natomiast całość otoczona jest murowanym ogrodzeniem.
Świątynia wzniesiona została z cegły na planie prostokąta z czteroprzęsłową nawą oraz z prezbiterium zamkniętym ścianą prostą, na kamiennym cokole, w stylu neogotyckim. Kościół jest orientowany. Po stronie zachodniej znajduje się czworoboczna wieża, a od południa dobudówki: w pierwszym przęśle od wschodu kruchta, zaś w przęśle od zachodu kaplica. Nawa, prezbiterium i kaplica nakryte są dwuspadowymi dachami, natomiast wieżę nakryto iglicowym hełmem.
Elewacje kościoła, z wyjątkiem otynkowanego prezbiterium, są ceglane, artykułowane dwuuskokowymi skarpami i otworami okiennymi w ostrołukowych, rozglifionych arkadach. Przeszklenia mają formę triforium z wyższą partią środkową. Na południowej ścianie kaplicy znajdują się dwa ostrołukowe otwory okienne, powyżej których utworzono oculus.
Wysunięta na zachód dwukondygnacyjna wieża zwieńczona jest ceglanym gzymsem koronującym. Centralnie w drugiej kondygnacji umieszczono ostrołukową wnękę, w której znajduje się zamknięty odcinkiem łuku otwór okienny, a powyżej tarcza zegarowa.
Trójnawowe wnętrze kościoła nakryte jest sklepieniami krzyżowo-żebrowymi, wspartych na ceglanych kolumnach. Na ścianie nawy, ponad wejściem do kruchty znajduje się obraz przedstawiający św. Urbana autorstwa Josepha Fahnrotha.